# Gamasiphoides costai
Gamasiphoides costai är en spindeldjursart som beskrevs av Lee och Hunter 1974. Gamasiphoides costai ingår i släktet Gamasiphoides och familjen Ologamasidae. Inga underarter finns listade i Catalogue of Life.